# اوپا کو
اوپا کو (انگلیسی: OPA co) شرکت خرده‌فروشی پوشاک ژاپنی است، که در سال ۱۹۸۸ تأسیس شد.